# 開運橋 (信貴山)

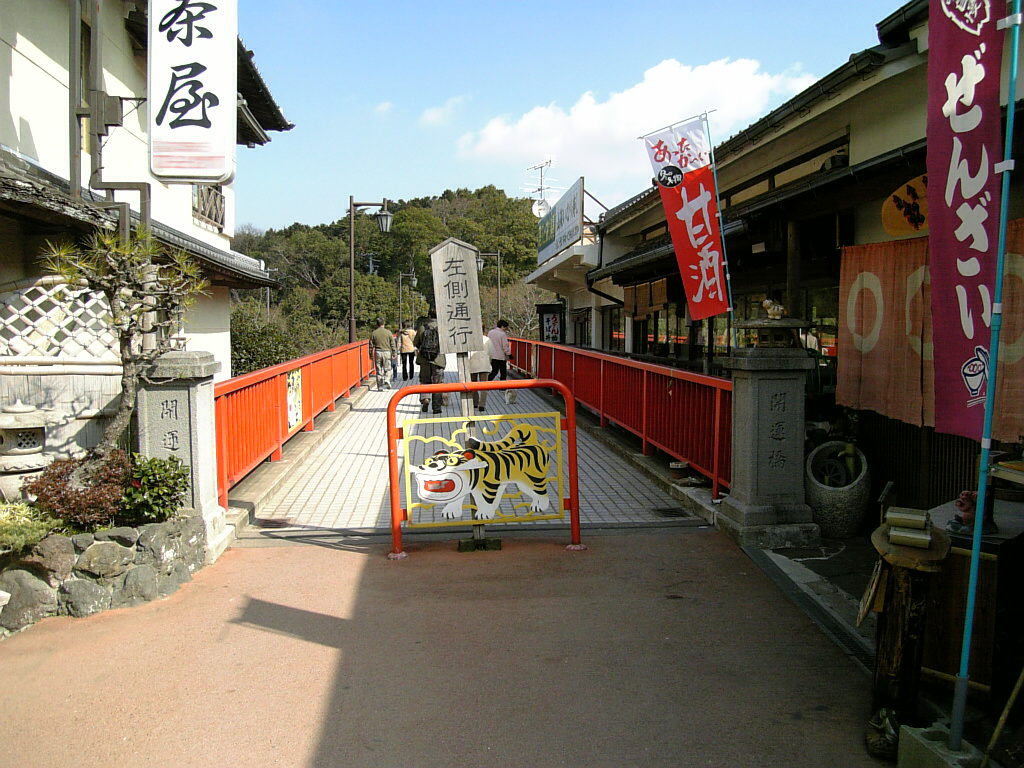
開運橋上路

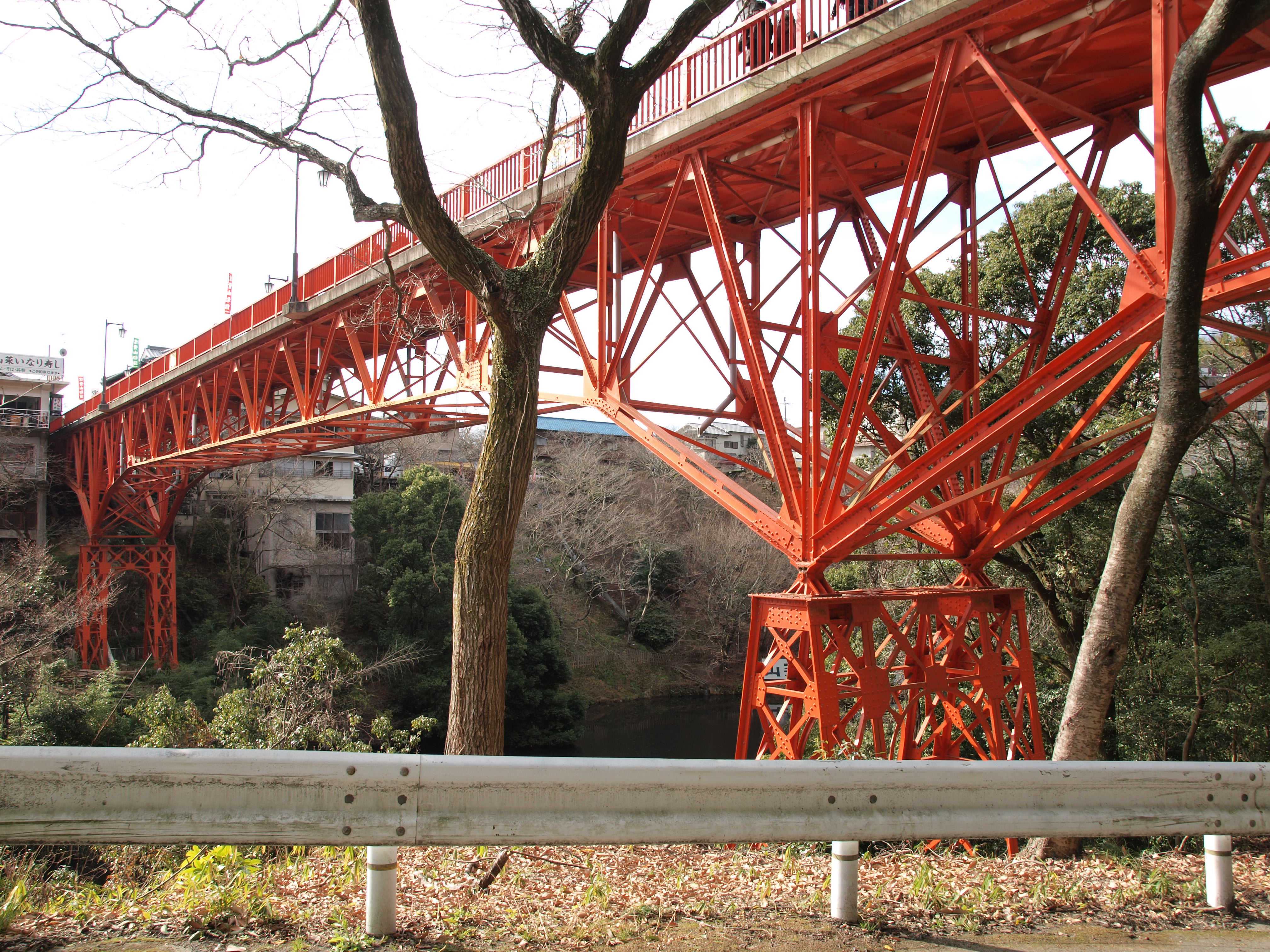
開運橋橋梁・橋脚

開運橋（かいうんばし）は、奈良県生駒郡三郷町大字南畑・信貴山西の大門池に架かる橋。三郷町大字南畑と平群町信貴山を結ぶ。信貴山朝護孫子寺への参道である。2007年（平成19年）に土木史上の文化財的価値が認められ、日本国の登録有形文化財に登録されている。

## 歴史・概要
1930年（昭和5年）に大阪から信貴山へのアクセスとして、信貴山急行電鉄（鋼索線と、高安山駅～信貴山門駅の鉄道線）が開業したが、信貴山門駅から朝護孫子寺の間に大きな谷（大門池）があり、大きく迂回する必要があった。そうした不便を解消するため、熱心な信者であった旧松尾橋梁株式会社の社長が信貴山に寄進したとのこと。三郷町側にあたる橋南端の親柱には「昭和6年（1931年）12月竣工」と刻まれている。
トレッスル橋脚を用いたカンチレバー橋であり、日本では最初期のもので、現在でも非常にめずらしい形式である。外観は朱塗りされ、欄干には信貴山のシンボルである寅のイラストが随所に施されている。
地元NPO法人等により下草刈りなどの環境整備、ライトアップ、登録銘板の設置などが行われ、また2011年（平成23年）には80周年記念イベントが実施されるなど、近代化遺産の保護と活用が地域に活力をもたらす好例となっている。

### 主要諸元
- 型式：鋼製3連トラス橋（ハンチ付平行弦・カンチレバー式変形上路式ワーレントラス、 トレッスル橋脚2脚 および コンクリート橋台2脚分）
- 橋長：106m
- 中央径間：55m
- 幅員：4.2m
- 架橋年：1931年（昭和6年）
- 登録有形文化財 第29-0018号